# I. Pedubaszt
I. Pedubaszt (uralkodói nevén Uszermaatré Szetepenamon) az ókori egyiptomi XXIII. dinasztia egyik uralkodója volt.
Pedubaszt uralkodásakor Egyiptom két részre oszlott: Alsó-Egyiptomban a taniszi székhelyű XXII. dinasztia uralkodott – ebben az időben III. Sesonk fáraó –, délen, a Théba székhelyű Felső-Egyiptomban pedig a XIII. dinasztiához tartozó II. Takelot. Utóbbi ellenlábasaként lépett fel Pedubaszt, és trónra lépése miatt csaknem három évtizedes polgárháború tört ki Thébában. Mindkét félnek megvoltak a legfontosabb papi pozícióra, Ámon főpapjának pozíciójába kinevezett emberei: Pedubasztnak Harsziésze, akit már III. Sesonk hatodik uralkodási évében főpapként említenek, majd Takelot, akit Pedubaszt 23. évétől említenek. Pedubaszt és Harsziésze fő riválisa II. Takelot fia, Oszorkon herceg volt. Konfliktusukat említi a híres Oszorkon herceg krónikája a karnaki templomban. A University of Columbia 2005-ös ásatásai alapján I. Pedubaszt fennhatóságát Thébában és a nyugati oázisokban is elismerték; kártusát megtalálták a Dakhla-oázis nagy templomában. VI. Sesonk követte a trónon.

## Uralkodása
I. Pedubaszt valószínűleg vagy i. e. 835-ben, vagy 824-ben lépett trónra. Ezt a riválisa, II. Takelot uralkodásához kötődő lunáris dátumokra alapozzák, valamint arra, hogy Pedubaszt II. Takelot 11. uralkodási éve körül lépett fel független thébai uralkodóként. Manethón alapján Pedubaszt líbiai származású volt és 25 éven át uralkodott. Először III. Sesonk nyolcadik évében került hatalomra Thébában, legmagasabb uralkodási éve pedig a 23. év volt, amely a Nílus vízszintjét rögzítő feliratokon szerepel. Ez az év a taniszi székhelyű XXII. dinasztiához sorolt III. Sesonk 31. uralkodási éve volt, mivel azonban Sesonk csak Alsó-Egyiptomot, Memphiszt és a Delta-vidéket uralta, nem volt riválisa Pedubasztnak, és talán még jó kapcsolatban is voltak. III. Sesonk fia, szintén Pedubaszt, aki tábornok volt, még egy ajtót is kialakított a karnaki templom tizedik pülónjánál, melyen egy szövegben királyként nevezte meg apját, de cselekedeteit I. Pedubaszt évei alapján datálta. Ez mutathatja, hogy a XXII. dinasztia hallgatólagosan támogatta Pedubasztot.

## Pedubaszt bronzszobra
Egy eredetileg Pedubasztot ábrázoló, berakásokkal gazdagon díszített bronz felsőtest ma állandó kiállítás keretében tekinthető meg a lisszaboni Calouste Gulbenkian Múzeumban. A szobor a harmadik átmeneti kori művészet egyik legkiemelkedőbb alkotásának számít. A szobrot Calouste Gulbenkian 1921. december 13–16. között vásárolta meg a Frederik Muller & Cie cégtől Joseph Duveen műkereskedő által. A Pedubaszt-szobor azért minősül ritkaságnak, mert egyike a kevés, nagyméretű bronzszobroknak, amelyek egyiptomi uralkodót ábrázolnak, és egyben a harmadik átmeneti kor egyetlen ismert hatalmas bronzszobra, ami fennmaradt. Az övcsaton és tollas ágyékkötőn lévő kártusokon, melyeket sikerült restaurálni, az Uszermaatré Szetepenré Pedubaszt Szabasztet Meriamon („Ré igazsága erős; Ámon választottja; Pedubaszt [=Básztet ajándéka], Básztet fia, Ámon kedveltje”), valamint a „Felső- és Alsó-Egyiptom királya, a Két Föld ura, Uszermaatré Szetepenré, Ré fia, a diadémok ura, Pedubasztet Szabasztet Meriamon” nevek állnak. A szobor lelőhelye nem ismert, elsőként Grigorij Sztroganoff gróf (1829–1910) gyűjteményének részeként említik 1880-ban.

## Fordítás
- Ez a szócikk részben vagy egészben  a   Pedubast I című angol Wikipédia-szócikk ezen változatának fordításán alapul.  Az eredeti cikk szerkesztőit annak laptörténete sorolja fel. Ez a jelzés csupán a megfogalmazás eredetét és a szerzői jogokat jelzi, nem szolgál a cikkben szereplő információk forrásmegjelöléseként.

## Külső hivatkozások
- A Gulbenkian-szobor Metropolitan Museum of Art
- A University of Columbia 2005-ös dakhlai ásatásának jegyzőkönyve